# Медаља за допринос систему одбране Републике Србије
Медаља за допринос систему одбране Републике Србије јесте медаља коју додељује Република Србија за допринос систему одбране и изузетан допринос систему одбране Републике Србије.

## Опис медаље
Мотив на војној спомен-медаљи за допринос систему одбране Републике Србије је стилизовани приказ војне ознаке Министарства одбране Републике Србије, у складу са Правилом о грбу Војске Србије, војним заставама, војним ознакама и другим симболима и обележјима Војске Србије.
Медаља за допринос систему одбране је израђена у боји патинираног сребра, димензија 50 мм (висина) и 40 мм (ширина), оивичена стилизованим приказом ловоровог венца.
Трака је беле боје, оивичена са обе стране светлоплавом бојом и по средини проткана вертикалном линијом у црвеној боји, уз коју су са обе стране шире вертикалне линије у боји патинираног сребра.
На врпцу се не поставља апликација. Боје на врпци су распоређене као и на траци.
Аверс медаље за допринос систему одбране Републике Србије представља хералдичка композиција чију основу чини бели овални штит положен на ловоров венац сребрне боје који је у доњем делу обавијен српском тробојком. Овални штит је оперважен тамноплавим прстеном на чијем доњем делу је словима у боји патинираног сребра исписано: „МИНИСТАРСТВО ОДБРАНЕ“, а у горњем делу – „РЕПУБЛИКА СРБИЈА“. Композиција двоглавог белог (сребрног) орла и кринова је идентична композицији орла и кринова који се налазе на грбу Републике Србије и позиционирана је на белом пољу овалног штита.
На реверсу медаље налази се натпис: „ЗА ДОПРИНОС СИСТЕМУ ОДБРАНЕ РЕПУБЛИКЕ СРБИЈЕ“.